# Serguéi Rusin
Serguéi Rusin (Unión Soviética, 31 de octubre de 1959) es un nadador soviético retirado especializado en pruebas de estilo libre, donde consiguió ser campeón olímpico en 1980 en los 4x200 metros estilo libre.

## Carrera deportiva
En el Campeonato Mundial de Natación de 1978 celebrado en Berlín ganó la medalla de plata en los relevos de 4x200 metros estilo libre, tras Estados Unidos (oro); dos años después, en los Juegos Olímpicos de Moscú 1980 ganó la medalla de oro en los relevos de 4x200 metros estilo libre, con un tiempo de 7:23.50 segundos, por delante de la República Democrática Alemana (plata) y Brasil (bronce), siendo sus compañeros de equipo los nadadores: Serguéi Kopliakov, Vladímir Sálnikov, Ívar Stukolkin, Andréi Krylov, Serguéi Krasiuk y Yuri Presekin. Y también ganó la medalla de plata en los 4x100 metros estilos, tras Australia (oro) y por delante de Reino Unido (bronce).